# 99P/Kowal
99P/Kowal (także Kowal 1) – kometa krótkookresowa z rodziny komet Jowisza.

## Odkrycie
Kometę tę odkrył astronom Charles Kowal 24 kwietnia 1977 roku w Obserwatorium Palomar. W nazwie znajduje się zatem nazwisko odkrywcy.

## Orbita komety i właściwości fizyczne
Orbita komety 99P/Kowal ma kształt elipsy o mimośrodzie 0,23. Jej peryhelium znajduje się w odległości 4,74 j.a., aphelium zaś 7,56 j.a. od Słońca. Jej okres obiegu wokół Słońca wynosi 15,25 roku, nachylenie do ekliptyki to wartość 4,33˚.
Średnica jądra tej komety to nieco ponad 10 km.